# Jakob Friedrich Caflisch
Jakob Friedrich Caflisch (3 de marzo de 1817-9 de mayo de 1882) fue un botánico, y fitogeógrafo alemán nacido cerca de Memmingen.

## Biografía
Pasó los años 1836-1838 en un seminario de enseñanza en Altdorf bei Nürnberg, seguido de tareas docentes en Leipheim, Neu-Ulm y Augsburgo. Se retiró prematuramente de la enseñanza en 1861 debido a problemas con la vista.
Con Otto Sendtner (1813-1859), profesor de botánica en la Universidad de Múnich, participó en excursiones científicas en las proximidades de Augsburgo y en todas las montañas de Allgäu. La investigación botánica de Caflisch incluía lo que afectaba a la distribución geográfica de las plantas por las condiciones climáticas, altitud y suelo.
Fue miembro fundador de la Naturhistorischen Vereins en Augsburgo (Sociedad de Historia Natural de Augsburgo) y hasta su muerte en 1882, fue el encargado de las colecciones botánicas en el Museo de Ciencias Naturales de Augsburgo.

## Publicaciones
- 1850. Uebersicht der flora von Augsburg (Listado de la flora de Augsburg)

- 1867. Beiträge zur Flora von Augsburg (Aportes a la flora de Augsburg)

- 1881. Excursions-Flora für das südöstliche Deutschland (Excursiones botánicas en el sudeste de Alemania) 387 pp.[5]

## Honores

### Epónimos
Especies
- (Cyperaceae) Carex × caflischii Brügger[6]

- (Rosaceae) Rubus caflischii Focke[7]

- (Violaceae) Viola caflischii Woerl.[8]
- La abreviatura «Caflisch» se emplea para indicar a Jakob Friedrich Caflisch como autoridad en la descripción y clasificación científica de los vegetales.[9]